# Scott Pruett
Scott Pruett, född den 24 mars 1960 i Roseville, Kalifornien, USA, är en amerikansk racerförare.

## Racingkarriär
Pruett körde i GT-bilar i början av sin karriär, innan han kvalificerade sig för Indy 500 år 1989. 1995 vann Pruett sin första seger i CART i Michigan 500. Han slutade sjua i mästerskapet och sedan tia 1996. 1997 vann Pruett på Surfers Paradise, samt blev nia, innan han tog sin bästa CART-placering i karriären med en sammanlagd sjätteplats 1998. Under en ganska misslyckad säsong 1999 slutade Pruett ändå på en tredjeplats i Australien. Det var hans sista säsong i CART, innan han satsade på NASCAR till säsongen 2000. De kommande åren arbetade Pruett mest som TV-kommentator, innan han 2004 vann Rolex Sports Car Series. 2007 vann Pruett Daytona 24-timmars för första gången, och blev tvåa totalt i mästerskapet bakom Gurney/Fogarty, innan han vann både Daytona och mästerskapet 2008, tillsammans med Memo Rojas från Mexiko.